# クリノメイ
クリノメイ（欧字名:Kurino Mei、2022年5月8日 - ）は、日本の競走馬。主な勝ち鞍は2025年のチューリップ賞。
馬名の由来は、冠名＋命。

## 経歴
2024年8月10日、札幌競馬場5Rの2歳新馬戦で、佐々木大輔を背にデビュー。好位からの差し切り勝ちでデビュー戦での初勝利を収めた。次走のサフラン賞（1勝クラス）は中団から脚を伸ばし、ゴール寸前で逃げるミラーダカリエンテをハナ差捉えて勝利。デビューからの無敗2連勝を飾った。GI初挑戦の阪神ジュベナイルフィリーズは発走直前にゲート内で暴れて外枠発走となり、この影響もあって14着の惨敗に終わり、デビューからの連勝も止まった。
3歳シーズンは阪神JF後の調教再審査を経て、3月2日のチューリップ賞より始動。好位から抜け出し、ウォーターガーベラとの激しい競り合いをハナ差制してゴール。9番人気の伏兵評価を覆しての初重賞優勝を飾った。

## 競走成績
以下の内容は、netkeiba.comおよびJBISサーチに基づく。
| 競走日     | 競馬場 | 競走名         | 格    | 距離（馬場）  | 頭 数 | 枠 番 | 馬 番 | オッズ （人気） | 着順 | タイム （上り3F） | 着差 | 騎手        | 斤量 [kg] | 1着馬（2着馬）         | 馬体重 [kg] |
| ---------- | ------ | -------------- | ----- | ------------- | ----- | ----- | ----- | --------------- | ---- | ----------------- | ---- | ----------- | --------- | ---------------------- | ----------- |
| 2024.08.10 | 札幌   | 2歳新馬        |       | 芝1500m（良） | 7     | 1     | 1     | 003.20（2人）   | 01着 | R1:29.7（34.8）   | -0.1 | 0佐々木大輔 | 55        | （ウォーターエアリー） | 444         |
| 0000.09.29 | 中山   | サフラン賞     | 1勝   | 芝1600m（良） | 9     | 2     | 2     | 018.40（4人）   | 01着 | R1:35.2（34.3）   | -0.0 | 0佐々木大輔 | 55        | （ミラーダカリエンテ） | 444         |
| 0000.12.08 | 京都   | 阪神JF         | GI    | 芝1600m（良） | 18    | 6     | 11    | 103.5（14人）   | 14着 | R1:34.9（35.1）   | -1.5 | 0荻野琢真   | 55        | アルマヴェローチェ     | 448         |
| 2025.03.02 | 阪神   | チューリップ賞 | GII   | 芝1600m（良） | 14    | 2     | 2     | 039.30（9人）   | 01着 | R1:34.0（33.7）   | -0.0 | 0酒井学     | 55        | （ウォーターガーベラ） | 446         |
| 0000.04.13 | 阪神   | 桜花賞         | GI    | 芝1600m（稍） | 18    | 7     | 15    | 027.30（7人）   | 15着 | R1:36.0（37.3）   | -2.9 | 0酒井学     | 55        | エンブロイダリー       | 440         |
| 0000.06.18 | 川崎   | 関東オークス   | JpnII | ダ2100m（良） | 14    | 3     | 4     | 011.20（5人）   | 04着 | R2:18.6（40.7）   | -1.3 | 0佐々木大輔 | 55        | メモリアカフェ         | 429         |

- 競走成績は2025年6月18日現在

## 血統表
| クリノメイの血統              | クリノメイの血統                                             | クリノメイの血統                                             | （血統表の出典）                                             | （血統表の出典）    |
| 父系                          | サンデーサイレンス系                                         | サンデーサイレンス系                                         | サンデーサイレンス系                                         | [ § 2 ]             |
| 父 オルフェーヴル 栗毛 2008   | 父の父ステイゴールド 黒鹿毛 1994                             | *サンデーサイレンス                                          | Halo                                                         | Halo                |
| 父 オルフェーヴル 栗毛 2008   | 父の父ステイゴールド 黒鹿毛 1994                             | *サンデーサイレンス                                          | Wishing Well                                                 |                     |
| 父 オルフェーヴル 栗毛 2008   | 父の父ステイゴールド 黒鹿毛 1994                             | ゴールデンサッシュ                                           | *ディクタス                                                  | *ディクタス         |
| 父 オルフェーヴル 栗毛 2008   | 父の父ステイゴールド 黒鹿毛 1994                             | ゴールデンサッシュ                                           | ダイナサッシュ                                               |                     |
| 父 オルフェーヴル 栗毛 2008   | 父の母オリエンタルアート 栗毛 1997                           | メジロマックイーン                                           | メジロティターン                                             | メジロティターン    |
| 父 オルフェーヴル 栗毛 2008   | 父の母オリエンタルアート 栗毛 1997                           | メジロマックイーン                                           | メジロオーロラ                                               |                     |
| 父 オルフェーヴル 栗毛 2008   | 父の母オリエンタルアート 栗毛 1997                           | エレクトロアート                                             | *ノーザンテースト                                            | *ノーザンテースト   |
| 父 オルフェーヴル 栗毛 2008   | 父の母オリエンタルアート 栗毛 1997                           | エレクトロアート                                             | *グランマスティーヴンス                                      |                     |
| 母 クリノエリザベス 鹿毛 2011 | 母の父*プリサイスエンド 黒鹿毛 1997                          | *エンドスウィープ                                            | *フォーティナイナー                                          | *フォーティナイナー |
| 母 クリノエリザベス 鹿毛 2011 | 母の父*プリサイスエンド 黒鹿毛 1997                          | *エンドスウィープ                                            | Broom Dance                                                  |                     |
| 母 クリノエリザベス 鹿毛 2011 | 母の父*プリサイスエンド 黒鹿毛 1997                          | Precisely                                                    | Summing                                                      | Summing             |
| 母 クリノエリザベス 鹿毛 2011 | 母の父*プリサイスエンド 黒鹿毛 1997                          | Precisely                                                    | Crisp 'n Clear                                               |                     |
| 母 クリノエリザベス 鹿毛 2011 | 母の母*ウインクアットデエンジャー 黒鹿毛 1991                | Danzig                                                       | Northern Dancer                                              | Northern Dancer     |
| 母 クリノエリザベス 鹿毛 2011 | 母の母*ウインクアットデエンジャー 黒鹿毛 1991                | Danzig                                                       | Pas de Nom                                                   |                     |
| 母 クリノエリザベス 鹿毛 2011 | 母の母*ウインクアットデエンジャー 黒鹿毛 1991                | Tilt My Halo                                                 | Halo                                                         | Halo                |
| 母 クリノエリザベス 鹿毛 2011 | 母の母*ウインクアットデエンジャー 黒鹿毛 1991                | Tilt My Halo                                                 | Loudrangle                                                   |                     |
| 母系(F-No.)                   | ウインクアットデエンジャー(CAN)系(FN:22-a)                   | ウインクアットデエンジャー(CAN)系(FN:22-a)                   | ウインクアットデエンジャー(CAN)系(FN:22-a)                   | [ § 3 ]             |
| 5代内の近親交配               | Halo：S4×M4、Northern Dancer：M4×S5、ノーザンテースト：S4×S5 | Halo：S4×M4、Northern Dancer：M4×S5、ノーザンテースト：S4×S5 | Halo：S4×M4、Northern Dancer：M4×S5、ノーザンテースト：S4×S5 | [ § 4 ]             |
| 出典                          | 1. 2. 3. 4.                                                  | 1. 2. 3. 4.                                                  | 1. 2. 3. 4.                                                  | 1. 2. 3. 4.         |

- 主な近親にマドリードカフェ（京都ハイジャンプ）、タートルベイ（中日杯、北國王冠）、モズキンボシ（梅桜賞）